# Bridge of Time
Bridge of Time (zu deutsch Brücke der Zeit) ist ein britischer Kurzfilm von Geoffrey Boothby und David Eady aus dem Jahr 1950, der eine Oscarnominierung erhielt.

## Inhalt

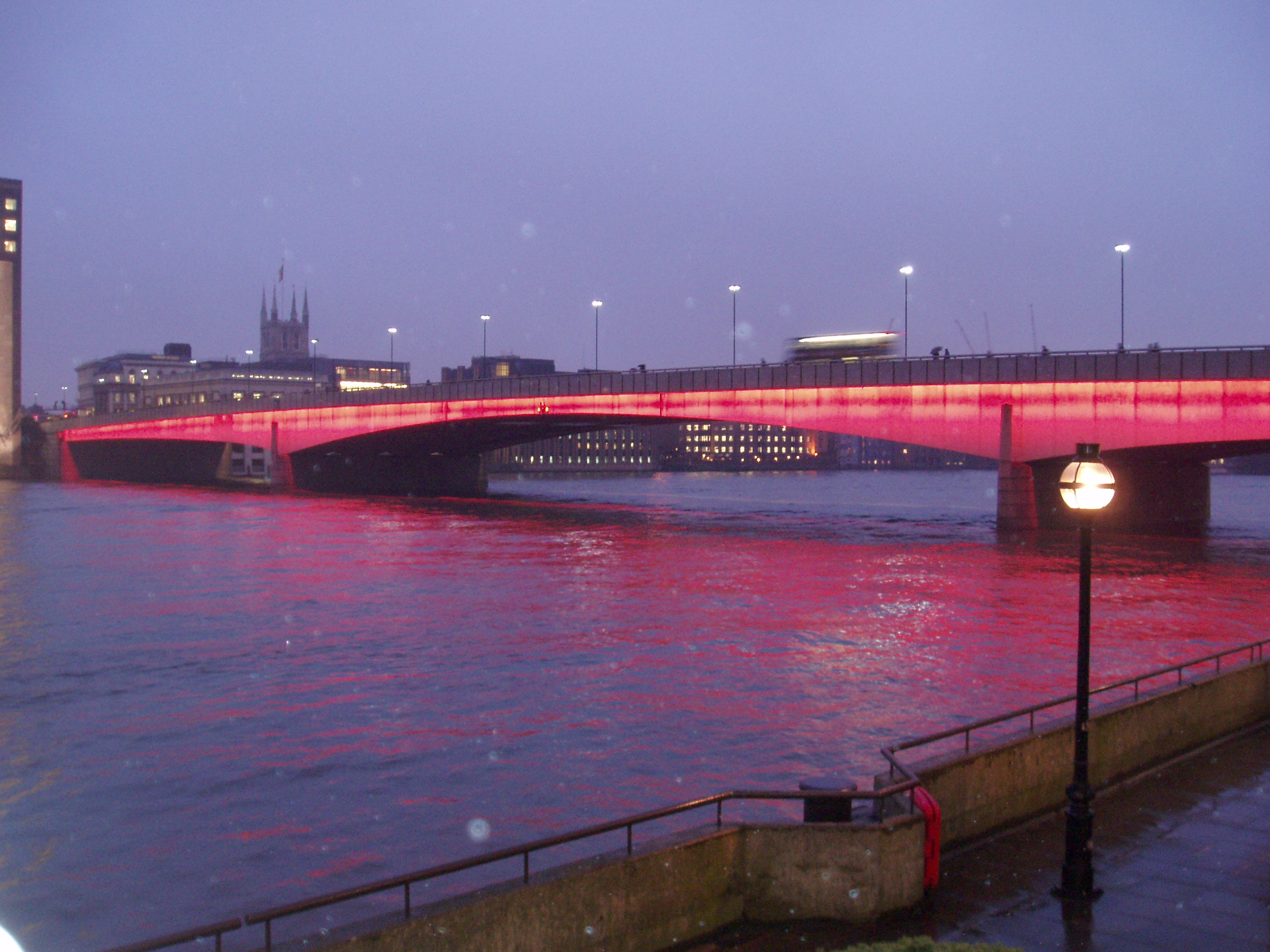
London Bridge in der Dämmerung

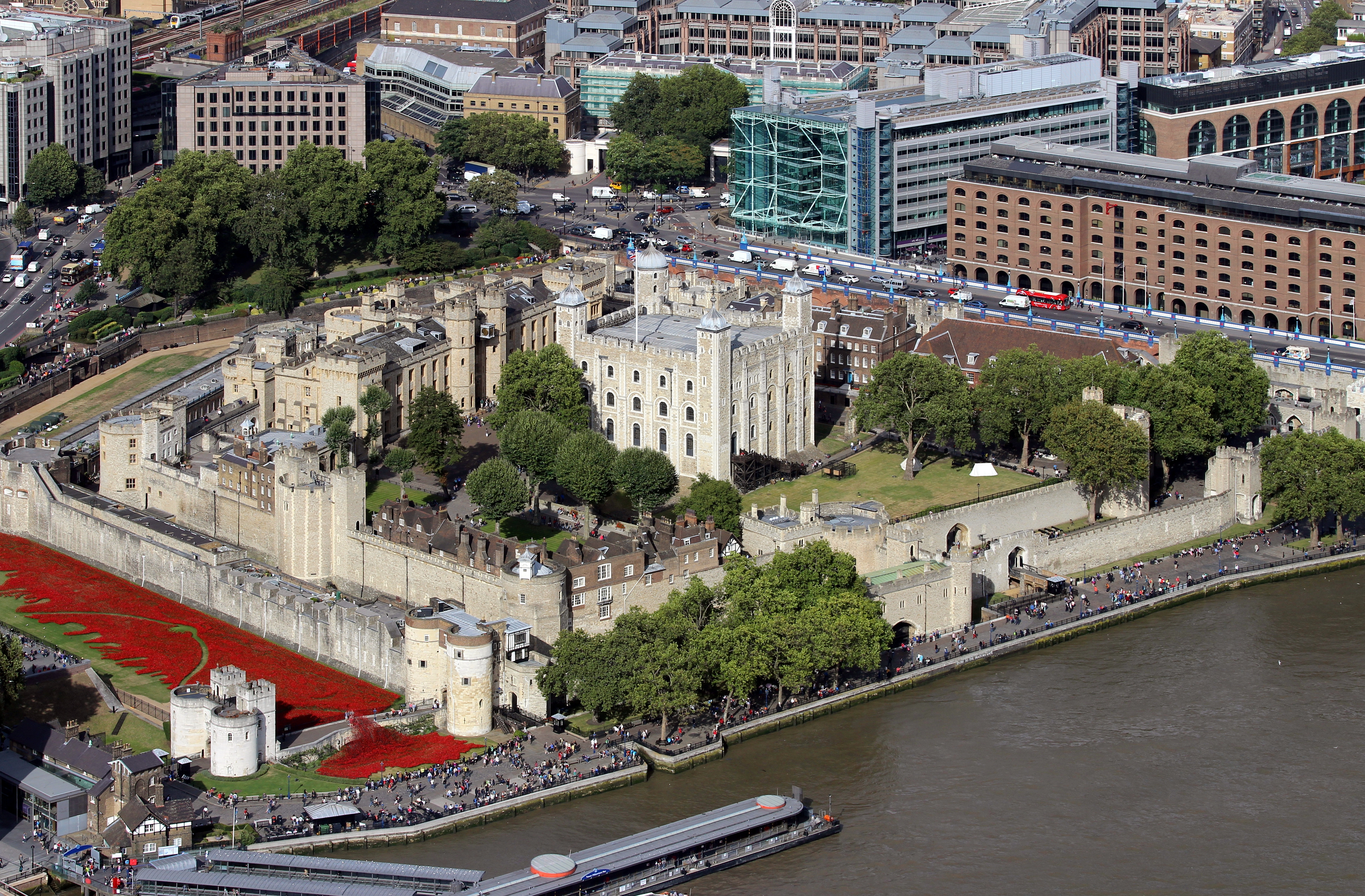
Luftaufnahme der Festung Tower of London

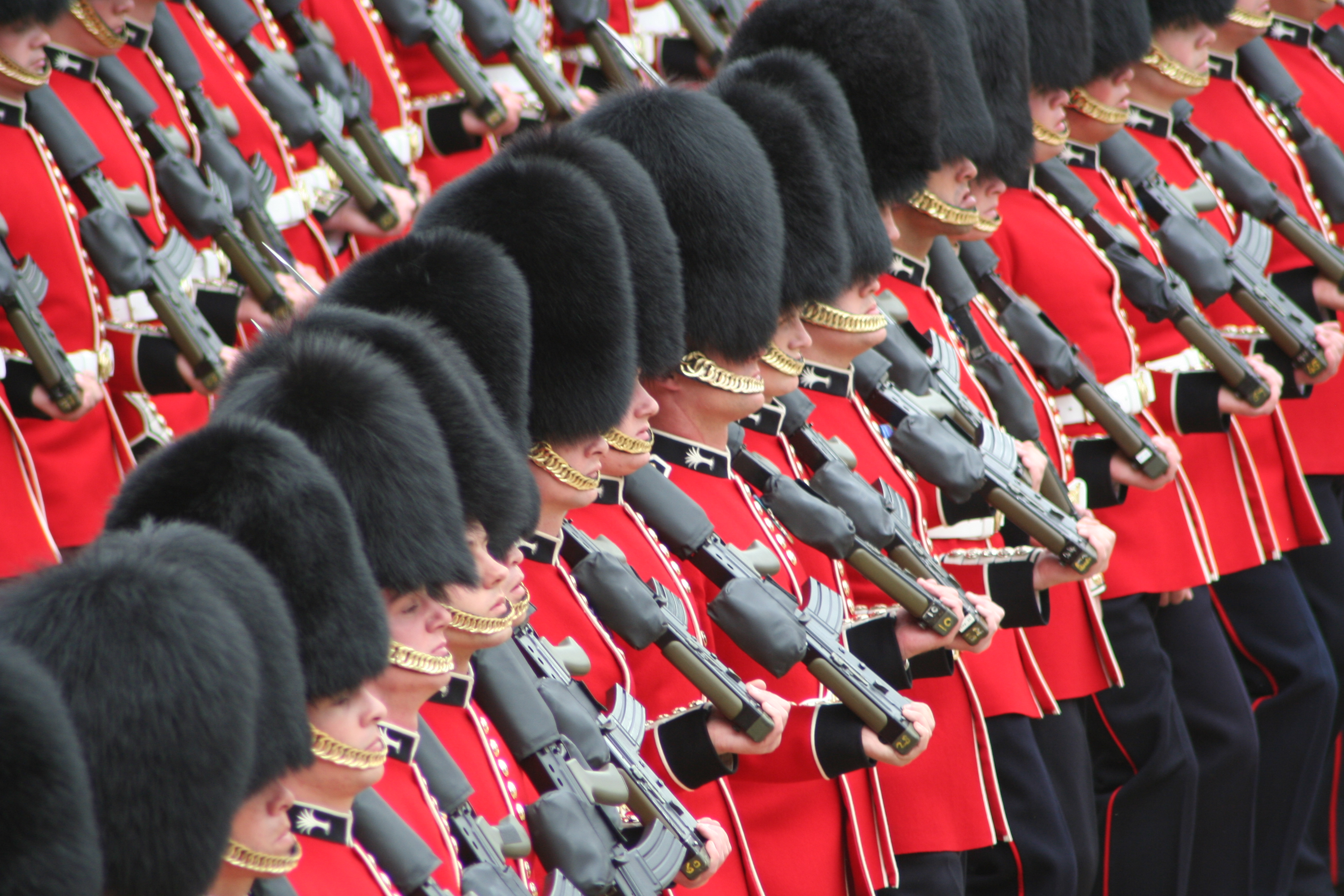
Paradeaufstellung der Welsh Guards bei Trooping the Colour

Inhalt des Films ist die Stadt London, deren Atmosphäre eingefangen und deren Traditionen thematisiert werden. Neben modernen Bräuchen und Zeremonien werden die Sehenswürdigkeiten der Stadt vorgestellt, so beispielsweise die London Bridge, verschiedene Ansichten der Themse, der Gebäudekomplex Tower of London mit dem in der Festungsanlage befindlichen ehemaligen Wassertor Traitors’ Gate. Den Rednern auf Tower Hill wird zugehört und Londoner Polizisten, die eine Prozession begleiten, werden beobachtet. Gezeigt wird auch die Bank of England, die von einem Wachposten geschützt wird.
Beigewohnt wird sodann der Chelsea-Rentnerparade, die am Oak Apple Day (zu deutschen Eichenapfel-Tag) oder auch Royal Oak Day, einem englischen Feiertag, stattfindet. Wir werfen einen Blick in das Innere des Old Royal Naval Colleges, das am Ufer der Themse liegt, und zu den bedeutendsten Barockbauwerken in England gehört und seit 1997 zum UNESCO-Welterbe. Sodann schauen wir der Militärparade Trooping the Colour sowie den exklusiven Zeremonien des Hosenbandordens in der St George’s Chapel in Windsor Castle zu.
Wir werfen einen Blick auf die Statue von Henry VI. Abschließend werden Aufnahmen der jährlich auf der Themse ausgetragenen Ruderregatta zwischen den renommierten englischen Universitäten University of Oxford und University of Cambridge gezeigt, die in weitere Aufnahmen der Themse münden, und erzählerisch von Rudyard Kiplings The River’s Tale begleitet werden.  

## Produktion, Veröffentlichung
Es handelt sich um eine Produktion des British Information Service in Zusammenarbeit mit London Film Productions, vertrieben von der British Lion Film Corporation.
Der Film wurde im Vereinigten Königreich im April 1950 erstveröffentlicht.

## Auszeichnung
Bridge of Time wurde 1953 für einen Oscar in der Kategorie „Bester Kurzfilm (2 Filmrollen)“ nominiert, konnte sich jedoch nicht gegen Walt Disneys Kurzfilm Wasservögel durchsetzen.